# The Man (bài hát của Taylor Swift)
"The Man" là một bài hát của ca sĩ và nhạc sĩ sáng tác ca khúc người Mỹ Taylor Swift từ album phòng thu thứ bảy của cô, Lover (2019). Swift sáng tác và sản xuất bài hát cùng với Joel Little. "The Man" là một bài hát synth-pop và electropop có tiết tấu nhanh, trong đó Taylor Swift tưởng tượng về cách cô sẽ được đối xử nếu là một người đàn ông. "The Man" nhận được phản hồi tích cực từ giới phê bình, đặc biệt là dành cho thông điệp mang chủ nghĩa nữ quyền của bài hát.
Bài hát đạt thứ hạng cao nhất ở vị trí thứ 23 trên bảng xếp hạng Billboard Hot 100 và lọt vào top 40 ở Anh, Bỉ, Canada, Cộng hòa Séc, Estonia, Hungary, Ireland, Malaysia, New Zealand, Na Uy, Singapore, Slovakia và Úc. Bài hát bắt đầu được phát trên các đài phát thanh adult contemporary và pop từ ngày 27 và 28 tháng 1 năm 2020, với vai trò là đĩa đơn thứ tư từ Lover. Ngày 18 tháng 2 năm 2020, bản thu trực tiếp một màn biểu diễn của bài hát với tên gọi "The Man (Live from Paris)" được phát hành trên tất cả các nền tảng nghe nhạc.
Video âm nhạc chính thức của "The Man", do chính Taylor Swift đạo diễn, được phát hành vào ngày 27 tháng 2 năm 2020, đánh dấu tác phẩm đầu tiên cô một mình đạo diễn. Trong video mang tính châm biếm này, Swift hóa trang thành một phiên bản nam của mình tên là "Tyler Swift", do Dwayne Johnson lồng tiếng, để tái hiện một số tiêu chuẩn kép phố biến xuất phát từ sự phân biệt giới tính trong xã hội. Video nhận được đề cử ở các hạng mục Video của năm, Video có thông điệp xã hội xuất sắc nhất và Đạo diễn xuất sắc nhất tại lễ trao giải MTV Video Music Awards năm 2020, và giành chiến thắng ở hạng mục thứ ba, giúp Taylor Swift trở thành nữ đạo diễn solo đầu tiên nhận được giải thưởng này trong lịch sử giải VMA.

## Bảng xếp hạng
| Bảng xếp hạng (2019–2020)              | Thứ hạng cao nhất |
| -------------------------------------- | ----------------- |
| Úc (ARIA)                              | 17                |
| Áo (Ö3 Austria Top 40)                 | 66                |
| Bỉ (Ultratip Flanders)                 | 18                |
| Bỉ (Ultratip Wallonia)                 | 7                 |
| Bolivia (Monitor Latino)               | 5                 |
| Canada (Canadian Hot 100)              | 21                |
| Cộng hòa Séc (Rádio Top 100)           | 36                |
| Canada AC (Billboard)                  | 29                |
| Canada CHR/Top 40 (Billboard)          | 26                |
| Canada Hot AC (Billboard)              | 14                |
| Cộng hòa Séc (Singles Digitál Top 100) | 33                |
| Estonia (Eesti Ekspress)               | 34                |
| Greece International (IFPI)            | 27                |
| Hungary (Stream Top 40)                | 30                |
| Ireland (IRMA)                         | 16                |
| Japan Streaming (Oricon)               | 44                |
| Lithuania (AGATA)                      | 24                |
| Malaysia (RIM)                         | 12                |
| Hà Lan (Single Top 100)                | 62                |
| New Zealand (Recorded Music NZ)        | 15                |
| Na Uy (VG-lista)                       | 24                |
| Bồ Đào Nha (AFP)                       | 52                |
| Scotland (OCC)                         | 62                |
| Singapore (RIAS)                       | 10                |
| Slovakia (Singles Digitál Top 100)     | 31                |
| Thụy Điển (Sverigetopplistan)          | 63                |
| Thụy Sĩ (Schweizer Hitparade)          | 80                |
| Anh Quốc (OCC)                         | 21                |
| Hoa Kỳ Billboard Hot 100               | 23                |
| Hoa Kỳ Adult Contemporary (Billboard)  | 21                |
| Hoa Kỳ Adult Pop Airplay (Billboard)   | 9                 |
| Hoa Kỳ Pop Airplay (Billboard)         | 20                |
| Venezuela Anglo (Record Report)        | 9                 |
| Venezuela Pop (Record Report)          | 23                |

| Bảng xếp hạng (2020)        | Vị trí |
| --------------------------- | ------ |
| US Adult Top 40 (Billboard) | 36     |

## Chứng nhận và doanh số
| Quốc gia                                                    | Chứng nhận  | Số đơn vị/doanh số chứng nhận |
| ----------------------------------------------------------- | ----------- | ----------------------------- |
| Úc (ARIA)                                                   | 3× Bạch kim | 210.000‡                      |
| Ba Lan (ZPAV)                                               | Vàng        | 25.000‡                       |
| Tây Ban Nha (PROMUSICAE)                                    | Vàng        | 30.000‡                       |
| Anh Quốc (BPI)                                              | Bạch kim    | 600.000‡                      |
| Hoa Kỳ (RIAA)                                               | Bạch kim    | 1.000.000‡                    |
| ‡ Chứng nhận dựa theo doanh số tiêu thụ và phát trực tuyến. |             |                               |